# Haplogroupe C1a2
En génétique humaine, l'haplogroupe C1a2 (aussi appelé C-V20, anciennement C6) est un haplogroupe du chromosome Y. L'haplogroupe C1a2 est le groupe-frère de l'haplogroupe C1a1 (ou C-M8). À eux deux, ils constituent les branches majeures de l'haplogroupe C1a, elle-même sous-clade du C1 et plus généralement de l'haplogroupe C.
Contrairement à son groupe frère qui s'est étendu en Asie de l'Est et principalement au Japon (dans une faible proportion, environ 6%), le C1a2 se retrouve principalement en Europe, Afrique du Nord, Asie de l'Ouest et Asie du Sud dans une très faible proportion.

## Origine et Distribution

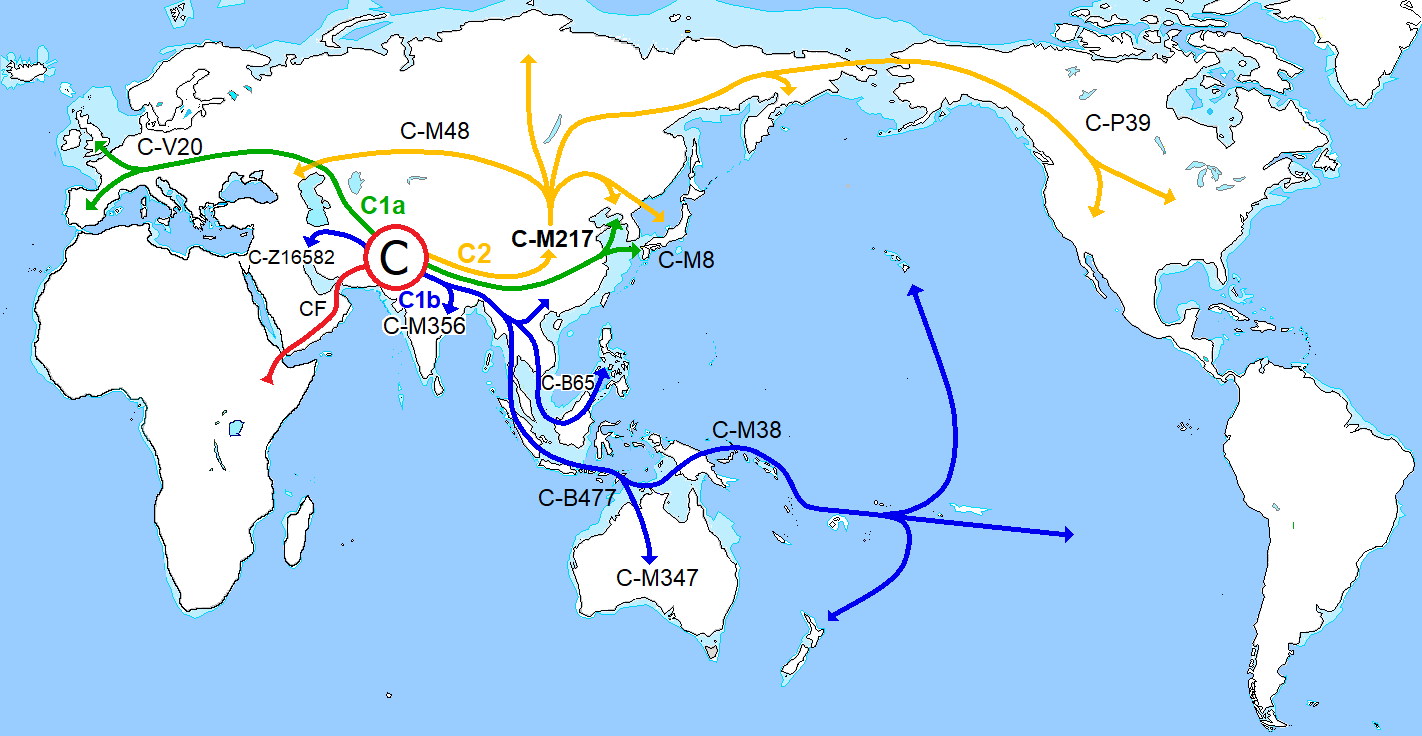
Migrations de l'haplogroupe C du chromosome Y

Cette animation montre l'expansion des premiers Hommes modernes en Europe, Afrique et Asie lors de la période du Paléolithique supérieur, par Currat & Excoffier (2004). Elle correspond, entre autres, à l'expansion de l'haplogroupe C, et plus particulièrement de l'haplogroupe C1a2.

L'haplogroupe C1a2 (V20) s'est développé depuis la région du Moyen-Orient (probablement le foyer iranien, principal foyer de migrations) vers l'Europe principalement, rayonnant de façon moins importante au Sud vers l'Afrique et en Asie de l'Ouest. Ils seraient ainsi les premiers représentants des Hommes modernes (Homme de Cro-Magnon) ayant colonisé l'Europe et ayant apporté avec eux la culture aurignacienne du Paléolithique supérieur ayant commencé il y a 40 000 ans.
Les vestiges les plus anciens que l'on a retrouvé du C1a2 se trouvent en Belgique, en Tchéquie et en Russie lors du Paléolithique supérieur.
Le premier se situe plus dans les grottes de Goyet, il s'agit d'individus de culture aurignacienne ayant vécus il y a 35 000 ans.
Le second est le site archéologique de Dolní Věstonice vieux d'environ 30 000 ans (individu Vestonice16).
Enfin, ce sont les individus Sunghir 1/2/3/4 dans le site archéologique de Sungir vieux de 34 000 ans qui ont été retrouvés en Russie.
À cette époque, l'Homme de Néandertal n'était pas encore éteint, ce qui laisse supposer qu'il aurait côtoyé l'Homo Sapiens. Il est donc probable que l'Homo Sapiens C1a2 ait récupéré des gênes de Néandertal pendant les milliers d'années de cohabitation.
En se fiant à la datation, il est possible que les membres du C1a2 soient à l'origine de la plus ancienne œuvre d'art de l'humanité retrouvée, la Grotte Chauvet (France), il y a 35 000 ans.
Il a été également retrouvé en Anatolie, plus spécifiquement dans des restes d'un camp de chasseurs-cueilleurs anatoliens datant d'environ 13 000 ans et appartenant à l'haplogroupe mitochondrial K2b.
Plus récemment, le C1a2 a été retrouvé dans des vestiges Mésolithiques de chasseurs-cueilleurs occidentaux vieux de 7 000 ans dans la Province de León en Espagne (individu La Braña 1) ainsi que sur des individus vivant à la même époque dans l'Alföld,, une plaine au Sud de la Hongrie.
Plus largement, le C1a2 a été retrouvé chez un très petit nombre d'individus en Europe, Algérie, Arménie, Turquie et plus surprenant géographiquement, au Népal.

## Arbre phylogénétique
C1a2 V20
- C1a2a V182
  - C1a2a1 V222 Royaume-Uni, Italie (Calabria), Grèce, Hongrie, Ukraine
    - C1a2a1a Y12152/Z28813 Écosse
      - C1a2a1a1 BY1117/Z31808 Hongrie, Angleterre
      - C1a2a1a2 Y12157/Z30466 Italie, Grèce, Ukraine

    - C1a2a1b BY67541 Italie, Allemagne

  - C1a2a2 Y11325/Z29329 Espagne, Pologne
- C1a2b Z38888 Lituanie, Irlande, Angleterre, Algérie, Arménie
  - C1a2b1a Z44576 Algérie
  - C1a2b1b Z44526 Angleterre, Arménie

## Schéma général
| Haplogroupes du chromosome Y (Y-ADN) |                                          |   |   |    |    |    |    |    |   |     |     |     |     |    |    |    |    |     |     |     |    |    |   |
|                                      | Plus récent ancêtre patrilinéaire commun |   |   |    |    |    |    |    |   |     |     |     |     |    |    |    |    |     |     |     |    |    |   |
|                                      | A                                        |   |   |    |    |    |    |    |   |     |     |     |     |    |    |    |    |     |     |     |    |    |   |
|                                      |                                          |   |   | BT |    |    |    |    |   |     |     |     |     |    |    |    |    |     |     |     |    |    |   |
|                                      |                                          | B | B | B  | CT | CT |    |    |   |     |     |     |     |    |    |    |    |     |     |     |    |    |   |
|                                      |                                          |   |   | DE | DE | CF | CF | CF |   |     |     |     |     |    |    |    |    |     |     |     |    |    |   |
|                                      |                                          |   | D | E  |    | C  | C  | F  | F | F   |     |     |     |    |    |    |    |     |     |     |    |    |   |
|                                      |                                          |   |   |    |    |    | G  | H  | H | IJK | IJK | IJK | IJK |    |    |    |    |     |     |     |    |    |   |
|                                      |                                          |   |   |    |    |    |    |    |   | IJ  | K   | K   | K   | K  | K  | K  |    |     |     |     |    |    |   |
|                                      |                                          |   |   |    |    |    |    |    | I | J   |     |     | LT  | K2 | K2 | K2 | K2 | K2  | K2  |     |    |    |   |
|                                      |                                          |   |   |    |    |    |    | I1 |   |     |     | L   | T   |    | MS | MS | MS | MS  | P   | P   | P  | NO |   |
|                                      |                                          |   |   |    |    |    |    |    |   |     |     |     |     |    | M  | S  |    | Q   | R   | R   |    | N  | O |
|                                      |                                          |   |   |    |    |    |    |    |   |     |     |     |     |    |    |    |    |     | R1  | R1  | R2 |    |   |
|                                      |                                          |   |   |    |    |    |    |    |   |     |     |     |     |    |    |    |    | R1a | R1a | R1b |    |    |   |
|                                      |                                          |   |   |    |    |    |    |    |   |     |     |     |     |    |    |    |    |     |     |     |    |    |   |